# ピヤポン・パーニチャクル
ピヤポン・パーニチャクル（英: Piyaphon Phanichakul、タイ語: ปิยพล ผานิชกุล、1987年11月8日 - ）は、タイ・コーンケン出身のサッカー選手。タイ・プレミアリーグ・チェンライ・ユナイテッドFC所属。元タイ代表。ポジションはディフェンダー、ミッドフィールダー。

## 経歴

### クラブ
2010年、ムアントン・ユナイテッドFCへ加入した。2016年、チェンライ・ユナイテッドFCへ移籍した。

## タイトル

### クラブ
ムアントン・ユナイテッドFC
- タイ・プレミアリーグ：1回 (2012)